# Эспанес
Эспане́с (фр. Espanès, окс. Espanés) — коммуна во Франции, находится в регионе Юг — Пиренеи. Департамент — Верхняя Гаронна. Входит в состав кантона Монжискар. Округ коммуны — Тулуза.
Код INSEE коммуны — 31171.

## География

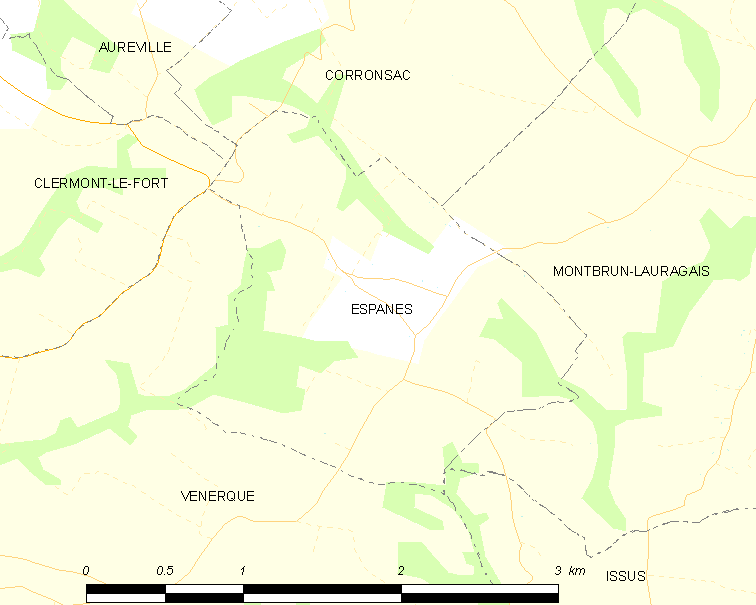
Карта коммуны

Коммуна расположена приблизительно в 610 км к югу от Парижа, в 18 км к югу от Тулузы.
По территории коммуны протекают небольшие реки Муле (фр. Moulet) и Сосен (фр. Sausène).

## Климат
Климат умеренно-океанический. Зима мягкая и снежная, весна характеризуется сильными дождями и грозами, лето сухое и жаркое, осень солнечная. Преобладают сильные юго-восточные и северо-западные ветры.

## Население
Население коммуны на 2010 год составляло 262 человека.
| 1962 | 1968 | 1975 | 1982 | 1990 | 1999 | 2010 |
| ---- | ---- | ---- | ---- | ---- | ---- | ---- |
| 110  | 107  | 143  | 215  | 214  | 232  | 262  |

## Администрация
| Период | Период | Фамилия     | Партия | Примечания |
| ------ | ------ | ----------- | ------ | ---------- |
| 2001   | 2008   | Филипп Жиро |        |            |
| 2008   | 2010   | Анна Донини |        |            |
| 2010   | 2020   | Рене Бодуэн |        |            |

## Экономика
В 2010 году среди 175 человек трудоспособного возраста (15—64 лет) 135 были экономически активными, 40 — неактивными (показатель активности — 77,1 %, в 1999 году было 73,7 %). Из 135 активных жителей работали 130 человек (70 мужчин и 60 женщин), безработных было 5 (4 мужчины и 1 женщина). Среди 40 неактивных 18 человек были учениками или студентами, 13 — пенсионерами, 9 были неактивными по другим причинам.

## Достопримечательности
- Церковь Св. Мартина
- Замок Эспанес (XVI век). Исторический памятник с 1969 года[4]